# Danišovce
Danišovce é um município da Eslováquia, situado no distrito de Spišská Nová Ves, na região de Košice. Tem 4,3 km² de área e sua população em 2018 foi estimada em 567 habitantes.

## Demografia
| Ano:        | 1994 | 2004    | 2014    | 2024   |
| ----------- | ---- | ------- | ------- | ------ |
| Broj ljudi: | 326  | 454     | 555     | 558    |
| Razlika:    |      | +39,26% | +22,24% | +0,54% |

| Ano:               | 2023 | 2024   |
| ------------------ | ---- | ------ |
| Número de pessoas: | 563  | 558    |
| Diferença:         |      | -0,88% |